# Johann Schweighäuser
Johann Schweighäuser (26. juni 1742 i Strasbourg – 19. januar 1830) var en tysk filolog.
Schweighäuser har leveret værdifulde udgaver af græske historikere, således Appianos (3 bind, 1785), Polybios (9 bind, 1789—95 og 5 bind, 1831) og Herodot (6 bind, 1816), hvortil slutter sig et Lexicon Herodoteum (2 bind, 1816). Endvidere udgav han Athenaios (14 bind, 1801—07) og Senecas breve (2 bind, 1809). Hans Opuscula academica udkom i Strasbourg 1806.